# L'Isle-Jourdain (Vienne)
 L'Isle-Jourdain  es una población y comuna francesa, situada en la región de Poitou-Charentes, departamento de Vienne, en el distrito de Montmorillon y cantón de L'Isle-Jourdain (Vienne).

## Demografía
| 1251 | 1265 | 1223 | 1336 | 1269 | 1287 |
| Para los censos de 1962 a 1999 la población legal corresponde a la población sin duplicidades (Fuente: INSEE [Consultar]) |      |      |      |      |      |